# Gonur Depe
Gonur Depe è un sito archeologico, datato nel periodo compreso tra il 2400 e il 1600 a.C., che si trova a circa 60 km a nord di Mary (l'antica Merv), in Turkmenistan, costituito da un grande insediamento della prima età del bronzo, il principale della Civiltà dell'Oxus.

## Sito archeologico
Il sito, oggetto si scavi e studi decennali, ha riportato alla luce una zona dove si trovava un complesso di palazzi, un'altra di tipo religioso che ruotava intorno ad un temenos dove si celebravano riti dedicati al fuoco, oltre ad alcune necropoli.